# 栗東市立葉山小学校
栗東市立葉山小学校（りっとうしりつ はやましょうがっこう）は滋賀県栗東市高野にある市立の小学校。

## 所在地
- 滋賀県栗東市高野310

## 沿革
- 1873年（明治6年） - 成熙学校設立[1]。
- 1873年（明治6年） - 修斉学校設立
- 1875年（明治8年） - 厚進学校設立
- 1886年（明治19年） - 成熙学校が尋常科炊揚小学校と改称
- 1886年（明治19年） - 厚進学校が尋常科手原小学校と改称
- 1891年（明治24年） - 修斉学校が簡易科梅ノ木小学校
- 1893年（明治26年） - 尋常科炊揚小学校、尋常科手原小学校、簡易科梅ノ木小学校が統合し葉山小学校となる
- 1895年（明治28年）4月27日 - 葉山尋常高等小学校創設
- 1941年（昭和16年）4月 - 葉山国民小学校と改称
- 1947年（昭和22年）5月 - 6・3制実施に伴い葉山小学校と改称
- 1954年（昭和29年）10月 - 町村合併により栗東町立葉山小学校と改称
- 1980年（昭和55年）4月 - 葉山東小学校が分離、小野に開設
- 2001年（平成13年）10月 - 栗東市立葉山小学校と改称

## 通学区域
林の内国道1号線以北・大橋(七丁目1番10号は除く。)・大橋住宅・宅屋・中・出庭・清水ケ丘・辻 ・小坂・今土・葉山団地